# 圣迭戈教士
聖地牙哥教士（英語：San Diego Padres）是一支在美國加利福尼亞州聖地牙哥的美國職棒大聯盟球隊，隸屬國家聯盟西區，主場為沛可公園球場（Petco Park）。

## 歷史
教士於1969年作為擴張球隊成立。球隊的名稱「Padres」在西班牙語中意為「父親」，指的是1769年創立聖地牙哥的西班牙方濟會修士。教士的擁有者為彼得·塞德勒（Peter Seidler）的遺產，他自2012年起擁有球隊，直到2023年去世。
球隊的第一位擁有者是著名的聖地牙哥商人康拉德·阿恩霍特·史密斯（Conrad Arnholt Smith）。加州現有大聯盟的球隊中，教士與洛杉磯天使皆為在地創建，未曾遷移。球隊曾在1984年和1998年兩次贏得國聯冠軍，但在世界大賽中均告失利。
截至2023年，教士在球隊歷史上共擁有17個贏球賽季。在1960年代的8支擴張球隊中，教士隊是最後一支進入季後賽的球隊。儘管在2005年至2024年間五度進入季後賽，球隊仍未能重返世界大賽。

## 球隊吉祥物
聖地牙哥教士的官方吉祥物是「Swinging Friar」（揮棒教士），他是一個胖乎乎的男子，身穿教士服裝，戴著光頭帽，穿著涼鞋，系著繩索。每當主場比賽獲勝後，他會揮舞棒球棒，並敲響使命鐘。這個吉祥物的設計靈感來自於西班牙的方濟會修士，他們於1769年創建了聖地牙哥德阿爾卡拉傳教站，該地點也是聖地牙哥市的發源地。
Swinging Friar由19歲的卡洛斯·哈達威（Carlos Hadaway）於1950年代設計，並於1962年主場開幕戰首次出現在球隊的節目中，當時教士隊還是太平洋海岸聯盟（Pacific Coast League，一個小聯盟棒球組織）的成員。當球隊於1969年加入美國職棒大聯盟時，Swinging Friar被保留了下來。最初，Swinging Friar是由一位真人穿著教士服裝在球場上出現。自1990年代起，這個角色變成了全套的吉祥物服裝。

## 歷年教練
2023年10月25日，教士隊宣佈同意與鮑勃·馬文其提前結束合約，轉投舊金山巨人隊擔任總教練。
2023年11月21日，教士隊與前紅雀隊總教練邁克·希爾簽下2年合約，成為教士隊第24任總教練。

## 季後賽紀錄
| 年份 | 階段       | 對手         | 結果   |
| ---- | ---------- | ------------ | ------ |
| 2024 | 國聯分區賽 | 洛杉磯道奇   | 2勝3敗 |
| 2024 | 國聯外卡賽 | 亞特蘭大勇士 | 2勝0敗 |
| 2022 | 國聯冠軍賽 | 費城費城人   | 1勝4敗 |
| 2022 | 國聯分區賽 | 洛杉磯道奇   | 3勝1敗 |
| 2022 | 國聯外卡賽 | 紐約大都會   | 2勝1敗 |
| 2020 | 國聯分區賽 | 洛杉磯道奇   | 0勝3敗 |
| 2020 | 國聯外卡賽 | 聖路易紅雀   | 2勝1敗 |
| 2006 | 國聯分區賽 | 聖路易紅雀   | 1勝3敗 |
| 2005 | 國聯分區賽 | 聖路易紅雀   | 0勝3敗 |
| 1998 | 世界大賽   | 紐約洋基     | 0勝4敗 |
| 1998 | 國聯冠軍賽 | 亞特蘭大勇士 | 4勝2敗 |
| 1998 | 國聯分區賽 | 休士頓太空人 | 3勝1敗 |
| 1996 | 國聯分區賽 | 聖路易紅雀   | 0勝3敗 |
| 1984 | 世界大賽   | 底特律老虎   | 1勝4敗 |
| 1984 | 國聯冠軍賽 | 芝加哥小熊   | 3勝2敗 |

## 棒球名人堂球員
- 羅利·芬格斯
- 威利·麥考維
- 蓋洛·佩里
- 奧齊·史密斯
- 戴夫·溫菲爾德
- 湯尼·關恩
- 崔佛·霍夫曼

## 退休號碼
- 6 史蒂夫·賈維
- 19 湯尼·關恩
- 31 戴夫·溫菲爾德
- 35 藍迪·瓊斯
- 42 傑基·羅賓森（大聯盟各隊均將此背號退休）
- 51 崔佛·霍夫曼

## 附屬小聯盟球隊
- AAA: 艾爾帕索吉娃娃 (El Paso Chihuahuas), 太平洋岸聯盟  (Pacific Coast League)
- AA: 聖安東尼奧特派團 (San Antonio Missions), 德克薩斯聯盟 (Texas League)
- 高級A： 韋恩堡錫帽 (Fort Wayne TinCaps), 加利福尼亞聯盟 (California League)
- A: 艾辛諾湖暴風雨 (Lake Elsinore Storm), 中西部聯盟 (Midwest League)
- 新秀： ACL教士 (ACL Padres), 亞歷桑納聯盟 (Arizona League)
- 新秀： VSL教士 (VSL Padres), 委內瑞拉夏季聯盟 (Venezuelan Summer League)

## 外部連結
- 聖地牙哥教士官方網站 （页面存档备份，存于）（英文）
- 圣迭戈教士的Facebook專頁
- 圣迭戈教士的Instagram帳戶
- 圣迭戈教士的X（前Twitter）
- YouTube上的圣迭戈教士頻道